# ديف توماس (ممثل)
ديف توماس (بالإنجليزية: Dave Thomas)‏ ، من مواليد 20 مايو 1949 ، وهو ممثل كندي، شارك بعدة أفلام ومنها فيلم رات ريس عام 2001م.

## وصلات خارجية
- ديف توماس على موقع IMDb (الإنجليزية)
- ديف توماس على موقع ألو سيني (الفرنسية)
- ديف توماس على موقع ميوزك برينز (الإنجليزية)
- ديف توماس على موقع أول موفي (الإنجليزية)
- ديف توماس على موقع قاعدة بيانات الأفلام السويدية (السويدية)
- ديف توماس على موقع إن إن دي بي (الإنجليزية)
- ديف توماس على موقع ديسكوغز (الإنجليزية)
- ديف توماس على موقع قاعدة بيانات الفيلم (الإنجليزية)
- ديف توماس على موقع كينوبويسك (الروسية)
- ArnoldSpeaks.com Dave Thomas is the voice of أرنولد شوارزنيجر
- Dave Thomas page at Godspell.ca
- Animax Entertainment
- Dave Thomas on 'The Hour'